# Charles Delporte

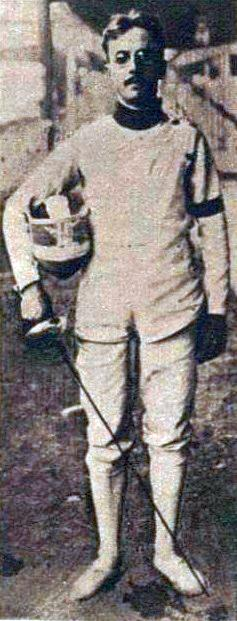
Charles Delporte, campeón olímpico individual de espada en 1924.

Charles Jules Delporte (Ixelles, 11 de marzo de 1893-Forest, 9 de octubre de 1960) fue un deportista belga que compitió en esgrima, especialista en la modalidad de espada.
Participó en tres Juegos Olímpicos de Verano entre los años 1920 y 1928, obteniendo una medalla de oro y una de plata en París 1924. Ganó una medalla de oro en el Campeonato Mundial de Esgrima de 1930.

## Palmarés internacional
| Juegos Olímpicos   | Juegos Olímpicos | Juegos Olímpicos | Juegos Olímpicos   |
| Año                | Lugar            | Medalla          | Prueba             |
| ------------------ | ---------------- | ---------------- | ------------------ |
| 1924               | París (Francia)  | Medalla de oro   | Espada individual  |
| 1924               | París (Francia)  | Medalla de plata | Espada por equipos |
| Campeonato Mundial |                  |                  |                    |
| Año                | Lugar            | Medalla          | Prueba             |
| 1930               | Lieja (Bélgica)  | Medalla de oro   | Espada por equipos |